# 벨로보그

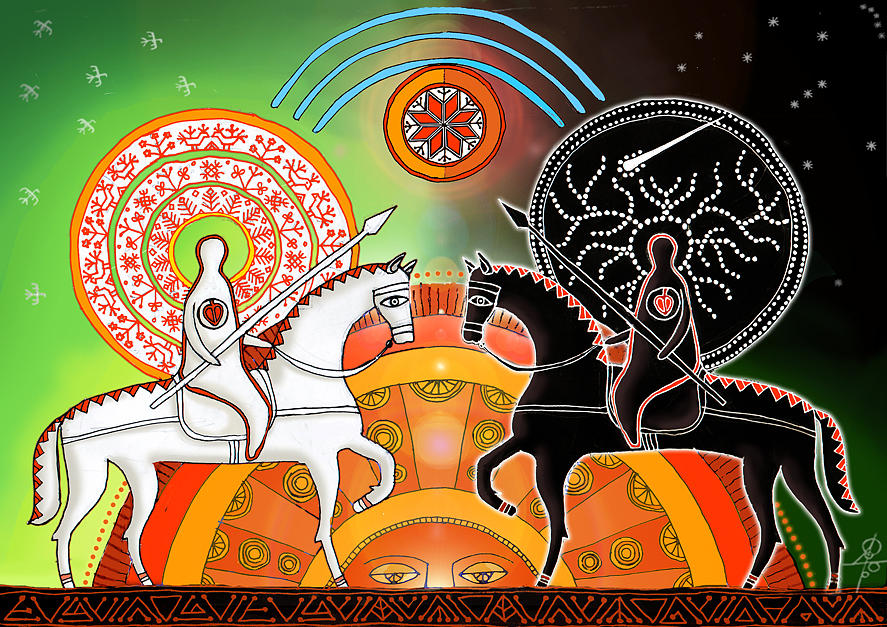
벨로보그와 체르노보그 사이의 대립을 묘사한 현대 예술 작품.

벨로보그(Белобог)는 슬라브 신화의 빛의 신이며, 그 이름은 '하얀 신'을 의미한다. 그 이름으로부터 낮이나 빛, 창조와 탄생, 생명의 신·선신으로서 파악할 수 있는 것이 많기는 하지만, 그 본래의 성격에 대해서는 불명하다. 신화에 의하면 천상 세계인 '프라비'에 살고 있다고 한다. 검은색이나 어둠을 맡는 악신 체르노보그와 대립 관계에 있으며, 슬라브의 제지방에 전해지는 창세 신화에는 벨로보그와 체르노보그가 협력해 물밑의 진흙으로부터 세계를 만들어냈으며, 이후 벨로보그와 체르노보그는 대립하며 투쟁한 끝에 체르노보그가 지상에 떨어져 사악한 정령으로 바뀌었다고 전해진다.